# Fórmulas de la tangente del ángulo mitad
En trigonometría, las fórmulas de la tangente del ángulo medio relacionan la tangente de la mitad de un ángulo con las funciones trigonométricas del ángulo completo.

## Fórmulas
{\displaystyle {\begin{aligned}\tan \left({\frac {\eta \pm \theta }{2}}\right)&={\frac {\sin \eta \pm \sin \theta }{\cos \eta +\cos \theta }}=-{\frac {\cos \eta -\cos \theta }{\sin \eta \mp \sin \theta }},\\[10pt]\tan \left(\pm {\frac {\theta }{2}}\right)&={\frac {\pm \sin \theta }{1+\cos \theta }}={\frac {\pm \tan \theta }{\sec \theta +1}}={\frac {\pm 1}{\csc \theta +\cot \theta }},&&(\eta =0)\\[10pt]\tan \left(\pm {\frac {\theta }{2}}\right)&={\frac {1-\cos \theta }{\pm \sin \theta }}={\frac {\sec \theta -1}{\pm \tan \theta }}=\pm (\csc \theta -\cot \theta ),&&(\eta =0)\\[10pt]\tan \left({\frac {1}{2}}(\theta \pm {\frac {\pi }{2}})\right)&={\frac {1\pm \sin \theta }{\cos \theta }}=\sec \theta \pm \tan \theta ={\frac {\csc \theta \pm 1}{\cot \theta }},&&(\eta ={\frac {\pi }{2}})\\[10pt]\tan \left({\frac {1}{2}}(\theta \pm {\frac {\pi }{2}})\right)&={\frac {\cos \theta }{1\mp \sin \theta }}={\frac {1}{\sec \theta \mp \tan \theta }}={\frac {\cot \theta }{\csc \theta \mp 1}},&&(\eta ={\frac {\pi }{2}})\\[10pt]{\frac {1-\tan(\theta /2)}{1+\tan(\theta /2)}}&=\pm {\sqrt {\frac {1-\sin \theta }{1+\sin \theta }}}\\[10pt]\tan {\frac {\theta }{2}}&=\pm {\sqrt {\frac {1-\cos \theta }{1+\cos \theta }}}\end{aligned}}}
De estas expresiones se pueden derivar identidades que expresan el seno, el coseno y la tangente como funciones de tangentes de medios ángulos:
{\displaystyle {\begin{aligned}\sin \alpha &={\frac {2\tan {\dfrac {\alpha }{2}}}{1+\tan ^{2}{\dfrac {\alpha }{2}}}}\\[7pt]\cos \alpha &={\frac {1-\tan ^{2}{\dfrac {\alpha }{2}}}{1+\tan ^{2}{\dfrac {\alpha }{2}}}}\\[7pt]\tan \alpha &={\frac {2\tan {\dfrac {\alpha }{2}}}{1-\tan ^{2}{\dfrac {\alpha }{2}}}}\end{aligned}}}

## Demostraciones

### Demostraciones algebraicas
Usando identidades y fórmulas de trigonometría y la identidad pitagórica {\displaystyle \sin ^{2}\alpha +\cos ^{2}\alpha =1}, se obtiene
{\displaystyle \sin \alpha =2\sin {\frac {\alpha }{2}}\cos {\frac {\alpha }{2}}={\frac {2\sin {\frac {\alpha }{2}}\cos {\frac {\alpha }{2}}}{\cos ^{2}{\frac {\alpha }{2}}+\sin ^{2}{\frac {\alpha }{2}}}}={\frac {2{\frac {\sin {\frac {\alpha }{2}}}{\cos {\frac {\alpha }{2}}}}{\frac {\cos {\frac {\alpha }{2}}}{\cos {\frac {\alpha }{2}}}}}{{\frac {\cos ^{2}{\frac {\alpha }{2}}}{\cos ^{2}{\frac {\alpha }{2}}}}+{\frac {\sin ^{2}{\frac {\alpha }{2}}}{\cos ^{2}{\frac {\alpha }{2}}}}}}={\frac {2\tan {\frac {\alpha }{2}}}{1+\tan ^{2}{\frac {\alpha }{2}}}},\quad {\text{and}}}
{\displaystyle \cos \alpha =\cos ^{2}{\frac {\alpha }{2}}-\sin ^{2}{\frac {\alpha }{2}}={\frac {\cos ^{2}{\frac {\alpha }{2}}-\sin ^{2}{\frac {\alpha }{2}}}{\cos ^{2}{\frac {\alpha }{2}}+\sin ^{2}{\frac {\alpha }{2}}}}={\frac {{\frac {\cos ^{2}{\frac {\alpha }{2}}}{\cos ^{2}{\frac {\alpha }{2}}}}-{\frac {\sin ^{2}{\frac {\alpha }{2}}}{\cos ^{2}{\frac {\alpha }{2}}}}}{{\frac {\cos ^{2}{\frac {\alpha }{2}}}{\cos ^{2}{\frac {\alpha }{2}}}}+{\frac {\sin ^{2}{\frac {\alpha }{2}}}{\cos ^{2}{\frac {\alpha }{2}}}}}}={\frac {1-\tan ^{2}{\frac {\alpha }{2}}}{1+\tan ^{2}{\frac {\alpha }{2}}}}.}
Tomando el cociente de las fórmulas del seno y del coseno, se obtiene:
{\displaystyle \tan \alpha ={\frac {2\tan {\frac {\alpha }{2}}}{1-\tan ^{2}{\frac {\alpha }{2}}}}.}
Combinando la identidad pitagórica con la fórmula de doble ángulo para el coseno, {\displaystyle \cos 2\alpha =\cos ^{2}\alpha -\sin ^{2}\alpha =1-2\sin ^{2}\alpha =2\cos ^{2}\alpha -1},
reorganizando y tomando las raíces cuadradas
{\displaystyle |\sin \alpha |={\sqrt {\frac {1-\cos 2\alpha }{2}}}} y {\displaystyle |\cos \alpha |={\sqrt {\frac {1+\cos 2\alpha }{2}}}}
que, tras la división, da
{\displaystyle |\tan \alpha |={\frac {\sqrt {1-\cos 2\alpha }}{\sqrt {1+\cos 2\alpha }}}={\frac {{\sqrt {1-\cos 2\alpha }}{\sqrt {1+\cos 2\alpha }}}{1+\cos 2\alpha }}={\frac {\sqrt {1-\cos ^{2}2\alpha }}{1+\cos 2\alpha }}={\frac {|\sin 2\alpha |}{1+\cos 2\alpha }}.}
Alternativamente,
{\displaystyle |\tan \alpha |={\frac {\sqrt {1-\cos 2\alpha }}{\sqrt {1+\cos 2\alpha }}}={\frac {1-\cos 2\alpha }{{\sqrt {1+\cos 2\alpha }}{\sqrt {1-\cos 2\alpha }}}}={\frac {1-\cos 2\alpha }{\sqrt {1-\cos ^{2}2\alpha }}}={\frac {1-\cos 2\alpha }{|\sin 2\alpha |}}.}
Los signos de valor absoluto pueden eliminarse cuando se trabaja solo en el primer cuadrante.
Además, usando las fórmulas de suma y resta de ángulos tanto para el seno como para el coseno, se obtiene:
{\displaystyle \cos(a+b)=\cos a\cos b-\sin a\sin b}
{\displaystyle \cos(a-b)=\cos a\cos b+\sin a\sin b}
{\displaystyle \sin(a+b)=\sin a\cos b+\cos a\sin b}
{\displaystyle \sin(a-b)=\sin a\cos b-\cos a\sin b}
La suma por pares de las cuatro fórmulas anteriores produce:
{\displaystyle {\begin{aligned}\sin(a+b)+\sin(a-b)&=\sin a\cos b+\cos a\sin b+\sin a\cos b-\cos a\sin b\\&=2\sin a\cos b\\[3pt]\cos(a+b)+\cos(a-b)&=\cos a\cos b-\sin a\sin b+\cos a\cos b+\sin a\sin b\\&=2\cos a\cos b\end{aligned}}}
Tomando {\displaystyle a={\frac {p+q}{2}}} y {\displaystyle b={\frac {p-q}{2}}}, y procediendo a su sustitución, resulta:
{\displaystyle {\begin{aligned}\sin \left({\frac {p+q}{2}}+{\frac {p-q}{2}}\right)+\sin \left({\frac {p+q}{2}}-{\frac {p-q}{2}}\right)&=\sin(p)+\sin(q)\\&=2\sin \left({\frac {p+q}{2}}\right)\cos \left({\frac {p-q}{2}}\right)\\[6pt]\cos \left({\frac {p+q}{2}}+{\frac {p-q}{2}}\right)+\cos \left({\frac {p+q}{2}}-{\frac {p-q}{2}}\right)&=\cos(p)+\cos(q)\\&=2\cos \left({\frac {p+q}{2}}\right)\cos \left({\frac {p-q}{2}}\right)\end{aligned}}}
Dividiendo la suma de senos por la suma de cosenos, se llega a:
{\displaystyle {\frac {\sin(p)+\sin(q)}{\cos(p)+\cos(q)}}={\frac {2\sin \left({\frac {p+q}{2}}\right)\cos \left({\frac {p-q}{2}}\right)}{2\cos \left({\frac {p+q}{2}}\right)\cos \left({\frac {p-q}{2}}\right)}}=\tan \left({\frac {p+q}{2}}\right)}

### Demostración geométrica
Aplicando las fórmulas demostradas arriba a la figura del rombo de la derecha, se comprueba fácilmente que
{\displaystyle \tan {\frac {a+b}{2}}={\frac {\sin {\frac {a+b}{2}}}{\cos {\frac {a+b}{2}}}}={\frac {\sin a+\sin b}{\cos a+\cos b}}.}

Los lados de este rombo tienen longitud 1. El ángulo entre la línea horizontal y la diagonal mostrada es (a + b)/2. Esta es una forma geométrica de demostrar la fórmula de la tangente del ángulo mitad. Las fórmulas sin((a + b)/2) y cos((a + b)/2) solo muestran su relación con la diagonal, no el valor real

En el círculo unitario, la aplicación de lo anterior muestra que {\displaystyle t=\tan \left({\frac {\varphi }{2}}\right)}. Por semejanza,
{\displaystyle {\frac {t}{\sin \varphi }}={\frac {1}{1+\cos \varphi }}}. De ello se deduce que {\displaystyle t={\frac {\sin \varphi }{1+\cos \varphi }}={\frac {\sin \varphi (1-\cos \varphi )}{(1+\cos \varphi )(1-\cos \varphi )}}={\frac {1-\cos \varphi }{\sin \varphi }}.}

## La sustitución de la tangente del ángulo mitad en el cálculo integral

Prueba geométrica de la sustitución de Weierstrass

En varias aplicaciones de trigonometría, es útil reescribir las diversas funciones (como senos y cosenos) en términos de cocientes de una nueva variable {\displaystyle t}. Estas identidades se conocen colectivamente como las fórmulas en la tangente del ángulo mitad debido a la definición de {\displaystyle t}. Estas identidades pueden ser útiles en cálculo infinitesimal para convertir funciones racionales expresadas en senos y cosenos, en funciones de t para encontrar sus primitivas.
Técnicamente, la existencia de fórmulas a partir de la tangente del ángulo mitad se deriva del hecho de que la circunferencia es una curva algebraica de genus 0. Esto implica que las "funciones circulares" sean reducibles a funciones racionales.
Geométricamente, la construcción es la siguiente: para cualquier punto (cos φ, sin φ) en la circunferencia goniométrica, dibujar la recta que lo atraviesa y el punto (−1, 0). Este punto cruza el eje y en algún punto y = t. Se puede demostrar usando geometría elemental que t = tan(φ/2). La ecuación de la recta dibujada es y = (1 + x)t. La ecuación para la intersección de la recta y el círculo es entonces una ecuación de segundo grado que involucra a t. Las dos soluciones de esta ecuación son (−1, 0) y (cos φ, sin φ). Esto permite escribir estas últimas como funciones racionales de t (las soluciones se dan a continuación).
El parámetro t representa la proyección estereográfica del punto (cos φ, sin φ) en el eje y con el centro de proyección en (−1, 0). Por lo tanto, las fórmulas en función de la tangente del ángulo mitad dan conversiones entre la coordenada estereográfica t en el círculo unitario y la coordenada angular estándar φ.
Entonces, se tiene que
{\displaystyle {\begin{aligned}&\cos \varphi ={\frac {1-t^{2}}{1+t^{2}}},&&\sin \varphi ={\frac {2t}{1+t^{2}}},\\[8pt]&\tan \varphi ={\frac {2t}{1-t^{2}}}&&\cot \varphi ={\frac {1-t^{2}}{2t}},\\[8pt]&\sec \varphi ={\frac {1+t^{2}}{1-t^{2}}},&&\csc \varphi ={\frac {1+t^{2}}{2t}},\end{aligned}}}
y
{\displaystyle e^{i\varphi }={\frac {1+it}{1-it}},\qquad e^{-i\varphi }={\frac {1-it}{1+it}}.}
Al eliminar phi entre esta última expresión y la definición inicial de {\displaystyle t}, se llega a la siguiente relación útil para trabajar con la función trigonométrica inversa en términos del logaritmo natural
{\displaystyle \arctan t={\frac {1}{2i}}\ln {\frac {1+it}{1-it}}.}
En cálculo infinitesimal, la sustitución de Weierstrass se utiliza para encontrar las primitivas de funciones racionales de sin φ y cos φ. Después de configurar
{\displaystyle t=\tan {\tfrac {1}{2}}\varphi .}
Esto implica que
{\displaystyle \varphi =2\arctan(t)+2\pi n,}
para algún entero n, y por lo tanto
{\displaystyle d\varphi ={{2\,dt} \over {1+t^{2}}}.}

### Identidades hiperbólicas
Se puede desarrollar un razonamiento completamente análogo con las funciones hiperbólicas. Un punto en la rama derecha de una hipérbola viene dado por (cosh θ, sinh θ). Proyectar esto en el eje y desde el centro (−1, 0), obteniéndose lo siguiente:
{\displaystyle t=\tanh {\tfrac {1}{2}}\theta ={\frac {\sinh \theta }{\cosh \theta +1}}={\frac {\cosh \theta -1}{\sinh \theta }}}
con las identidades
{\displaystyle {\begin{aligned}&\cosh \theta ={\frac {1+t^{2}}{1-t^{2}}},&&\sinh \theta ={\frac {2t}{1-t^{2}}},\\[8pt]&\tanh \theta ={\frac {2t}{1+t^{2}}},&&\coth \theta ={\frac {1+t^{2}}{2t}},\\[8pt]&\operatorname {sech} \,\theta ={\frac {1-t^{2}}{1+t^{2}}},&&\operatorname {csch} \,\theta ={\frac {1-t^{2}}{2t}},\end{aligned}}}
y
{\displaystyle e^{\theta }={\frac {1+t}{1-t}},\qquad e^{-\theta }={\frac {1-t}{1+t}}.}
Encontrar θ en términos de t conduce a la siguiente relación entre el ar-tangente hiperbólico y el logaritmo natural:
{\displaystyle \operatorname {artanh} t={\frac {1}{2}}\ln {\frac {1+t}{1-t}}.}
("ar-" se usa en lugar de "arc-" porque "arc" se refiere a la longitud del arco y "ar" abrevia "área". Es el área entre dos rayos y una hipérbola, en lugar de la longitud del arco entre dos rayos medidos en un arco de círculo.)

## Función de Gudermann
Comparando las identidades hiperbólicas con las circulares, se observa que involucran las mismas funciones de t, simplemente permutadas. Si se identifica el parámetro t en ambos casos, se llega a una relación entre las funciones circulares y las hiperbólicas. Es decir, si
{\displaystyle t=\tan {\tfrac {1}{2}}\varphi =\tanh {\tfrac {1}{2}}\theta }
entonces
{\displaystyle \varphi =2\tan ^{-1}\tanh {\tfrac {1}{2}}\theta \equiv \operatorname {gd} \theta .}
donde gd(θ) es la función de Gudermann, que da una relación directa entre las funciones circulares y las hiperbólicas que no involucra números complejos. Las descripciones anteriores de las fórmulas respecto a la tangente del ángulo mitad (proyección del círculo unitario y la hipérbola estándar sobre el eje y) dan una interpretación geométrica de esta función.

## Ternas pitagóricas
La tangente de la mitad de un ángulo agudo de un triángulo rectángulo cuyos lados son un triplete pitagórico será necesariamente un número racional en el intervalo (0, 1). Y viceversa, cuando la tangente de medio ángulo es un número racional en el intervalo (0, 1), hay un triángulo rectángulo con el ángulo completo cuyas longitudes de los lados forman un triple pitagórico.